# بلدة فالي مقاطعة ستارك (إلينوي)
بلدة فالي، مقاطعة ستارك (بالإنجليزية: Valley Township, Stark County, Illinois)‏ هي منطقة سكنية تقع في الولايات المتحدة في مقاطعة ستارك، إلينوي. يقدر عدد سكانها بـ 293 نسمة .